# Wikipedia krymskotatarska
Wikipedia krymskotatarska (język krymskotatarski Qırımtatar Vikipediyası, Kyrymtatar Wikipediasy) – edycja Wikipedii w języku krymskotatarskim.

## Historia
Inicjatorem tego projektu był mieszkający w Moskwie Aleksander Gorajnow, który nie był z pochodzenia Tatarem krymskim, ale dobrze znał język krymskotatarski. Artykuły są pisane alfabetem łacińskim. Projekt ruszył 12 stycznia 2008 roku. Ma on popularyzować język krymskotatarski wśród młodych ludzi. Problemem jest jednak fakt, że starsze osoby uczyły się pisać cyrylicą, a młodzi posługują się językiem krymskotatarskim komunikatywnie (nie potrafią pisać), dlatego potrzebna jest możliwość przełączania tekstu pomiędzy zapisem artykułów cyrylicą lub czcionką łacińską.
W grudniu 2015 roku przedstawiciele społeczności Tatarów krymskich z Ministerstwem Polityki Informacyjnej Ukrainy ustalili, ze w ramach współpracy będą tworzone i rozpowszechniane materiały o Tatarach krymskich w ukraińskiej edycji Wikipedii.
W 2021 roku w krymskotatrskiej Wikipedii było 11 tysięcy artykułów i zajmowała ona 149. miejsce na świecie, a 30 maja 2024 roku w krymskotatarskiej Wikipedii było 28 137 artykułów i 27 644 zarejestrowanych uczestników, a liczba edycji wynosiła 222 978.
W 2024 roku Wikimedia Ukraina ogłosiła, że poszukuje osób, które mogłyby pisać artykuły w języku krymskotatarskim. Na przełomie marca i kwietnia planowano również organizację maratonu pisania artykułów w Wikipedii krymskotatarskiej. Podczas maratonu zorganizowanego w 2021 roku przez Ministerstwo ds. Reintegracji Tymczasowo Okupowanych Terytoriów Ukrainy napisano 302 nowe artykuły, a udział wzięło w nim 15 osób.